# 6567 Shigemasa
A 6567 Shigemasa (ideiglenes jelöléssel 1992 WS) a Naprendszer kisbolygóövében található aszteroida. Kin Endate és Vatanabe Kazuró fedezte fel 1992. november 16-án.